# Goin' Through
Goin' Through es un grupo musical griego. El grupo ha tenido muchos éxitos y a la vez muchas críticas, debido a sus letras provocadoras, como es el caso de Poso Malakas Eisai. Sus géneros son el Hip Hop o Rap. Goin' Through se caracteriza por sus ritmos que, a priori, pueden parecer extraños. Una de sus frases más conocidas es "Κύριε υπουργέ, γαμότα τα υπουργία σας", la cual aparece en la canción "Kalimera Ellada" y de la que se ha hecho incluso otra canción (Kirie Ypourgie, de Goin' Through). Recientemente se ha lanzado una aplicación para iPod con información y canciones del grupo.

## Biografía
Goin' Throguh se fundó en 1993 por los actuales miembros del grupo (Nikos 'NiVo' Vourliotis y Michalis Papathanasiou) con el objetivo de crear un nuevo estilo de música, lo cual puede apreciarse en cualquiera de sus canciones. Todos sus álbumes y canciones están escritos y producidos por ellos mismos. El grupo ha estado influenciado por cantantes como Stevie Wonder, James Brown, Method Man, Dr. Dre, Snoop Dogg y LL Cool J. Muchas de sus canciones contienen colaboraciones de otros artistas griegos, como Nevma (Karta), Thirio (Poté Ksaná) o Elisabet Spanoú (Kati Monadikó). Cabría decir que 2002 fue un año muy prolífico para el grupo, llegando al número 22 de las listas europeas, firmando un contrato con Def Jam y Universal Records y lanzando "Symbolaio Timis".
2004 fue también un buen año para el grupo, en el que sacaron a la venta su álbum "La Sagrada Familia", del que más tarde sacarían una edición especial que incluía un remix de "Poso Malakas Eisai" de DJ Chaos y recibieron varios MAD TV Video Music Awards en calidad de "Mejor Grupo de Hip Hop" y "Mejor Video de Hip Hop". Durante 2005 y 2006, "La Sagrada Familia - The Golden Edition" recibió un Disco de Oro y NiVo recibió el premio al hombre con más estilo del año por la revista Status.
Tras el lanzamiento de "Vendetta" el 29 de mayo de 2006, el álbum llegó al Top 5 de las listas griegas y el sencillo "Kallimera Ellada" alcanzó las 200.000 descargas legales. En 2007, el álbum "Veto" consigue un Disco de Oro a los 10 días de su salida al mercado. También en ese año NiVo aparecería en la película "Loufa kai Apallagi", que vendió más de medio millón de entradas. En 2010, "Joker" salió a la venta con dos nuevas canciones: "Mporo ki Egó" y "Pollá Provlimata".

## Discografía
| Año  | Tipo           | Nombre                                  | Transcripción                         | Traducción                               | Discográfica(s)                      |
| ---- | -------------- | --------------------------------------- | ------------------------------------- | ---------------------------------------- | ------------------------------------ |
| 1994 | Single         | Αναζήτηση                               | Anazítisi                             | Búsqueda                                 | FM Records                           |
| 1995 | Álbum          | Αναζήτηση                               | Anazítisi                             | Búsqueda                                 | FM Records                           |
| 1996 | Álbum          | Μικροί Θεοί                             | Mikroí Theoí                          | Pequeños Dioses                          | FM Records                           |
| 1996 | Álbum          | Εκεί που βρίσκεται το φώς               | Ekeí Pou Vrísketai To Fos             | Donde está la luz                        | FM Records                           |
| 1997 | Single         | Η γιορτή/Η πρώτη επαφή                  | I Yiortí / I Proti Epafí              | La Juventud / La Primera Etapa           | FM Records                           |
| 1997 | Álbum          | III                                     | III                                   | III                                      | FM Records                           |
| 2001 | Álbum          | Συμβόλαιο Τιμής                         | Symvolaio Timís                       | Contrato Honorífico                      | Universal, Def Jam, Family The Label |
| 2004 | Álbum          | La Sagrada Familia                      |                                       |                                          | Universal, Def Jam, Family The Label |
| 2005 | Álbum          | La Sagrada Familia - The Golden Edition |                                       | La Sagrada Familia - La Edición Dorada   | Universal, Def Jam, Family The Label |
| 2006 | Álbum          | Vendetta                                |                                       |                                          | Universal, Def Jam, Family The Label |
| 2006 | Álbum          | Σχολείο 2006                            | Sjoleío 2006                          | Escuela 2006                             | Universal, Def Jam, Family The Label |
| 2006 | Álbum          | The Duets                               |                                       | Los Duetos                               | Universal, Def Jam, Family The Label |
| 2007 | Single         | Καλημέρα Ελλάδα                         | Kalimera Ellada                       | Buenos Días, Grecia                      | Universal, Def Jam, Family The Label |
| 2007 | Álbum          | Veto                                    | Veto                                  | Veto                                     | Universal, Def Jam, Family The Label |
| 2007 | Single         | Goin' Through & Linda                   |                                       |                                          | Universal, Def Jam, Family The Label |
| 2007 | Single         | Ψηλά το κεφάλι                          | Psilá To Kefali                       | La Cabeza, Alta                          | Universal, Def Jam, Family The Label |
| 2007 | Single         | Κλείστε μου το στόμα                    | Kleiste Mou To Stoma                  | Ciérrame La Boca                         | Universal, Def Jam, Family The Label |
| 2008 | Álbum          | Revisited Best Of                       |                                       |                                          | Universal, Def Jam, Family The Label |
| 2008 | Álbum          | Λούφα και Απαλλαγή (Álbum Soundtrack)   | Loufa Kai Apallagí (Álbum Soundtrack) | Loufa Y Apallagí (Banda Sonora Original) | Universal, Def Jam, Family The Label |
| 2010 | Single         | Το ψέμα πληρώνει                        | To Psema Plironei                     | La Mentira Se Paga                       | Universal, Def Jam, Family The Label |
| 2010 | Álbum          | Joker                                   |                                       |                                          | Universal, Def Jam, Family The Label |
| 2010 | e-Single       | Πολλά Προβλήματα                        | Pollá Provlímata                      | Muchos Problemas                         | Universal, Def Jam, Family The Label |
| 2011 | Single Digital | Κάτι Μοναδικό                           | Kati Monadikó                         | Algo Especial                            | Universal, Def Jam, Family The Label |

### Anazítisi (simple)
Anazítisi (Αναζήτηση) fue la primera aparición de Goin' Through en el mundo discográfico, en 1994. Contenía una sola canción, Anazítisi (Αναζήτηση). Puede comprarse en iTunes.

### Anazítisi (álbum)
Anazítisi (Αναζήτηση) (Álbum) salió al marcado en 1995. El disco contiene trece canciones: Garífalle, Garífalle (Γαρύφαλλε, γαρύφαλλε); Xekínima (Ξεκίνημα); Gia Sena Monaxiá Mou (Γιά σένα μοναξιά μου); Anazítisi (Αναζήτηση); Sképseis (Σκέψεις); Jorís Na Ftaío (Χωρίς να φταίω); Garífalle, Garífalle (Hip Hop Version (Γαρύφαλλε, γαρύφαλλε (Hip hop version)); Kainouria Mera (Καινούρια μέρα); Mía Ora Apó To Jrono (Μία ώρα από το χρόνο); Na Eíja Fterá (Να είχα φτερά); Parénthesi (Παρένθεση); To Paijnidi Tis Agapis (Το παιχνίδι της αγάπης) y Scratch my Funk.

### Ekeí Pou Vrísketai To Fos
En griego: Εκεί που βρίσκεται το φώς, es el segundo disco de Goin' Through. Salió a la venta en 1996 y contenía tan solo tres canciones: Ekeí Pou Vrísketai To Fos (Εκεί που βρίσκεται το φώς), Psémata (Ψέματα) y Mipos Giriseis (Μήπως Γυρίσεις).

### Mikroí Theoí
En griego: Μικροί Θεοί, salió a la venta en 1996, al igual que Εκεί που βρίσκεται το φώς, aunque este disco contenía también todas las canciones de este. Contiene catorce canciones: Ekeí Pou Vrisketai To Fos I (Εκεί που βρίσκεται το φώς I), Ekeí pou Vrisketai To Fos II (Εκεί που βρίσκεται το φώς II), Me To Spréi Sto Mialoú Mou (Με το σπρέü στο μυαλού μου), Anamiseis (Αναμήσεις) con Uneek, Ston Aera (Στον αέρα), Psémata (Ψέματα), De Fobamai (Δε φοβάμαι) con Uneek, Mikroí Theoi (Μικροί Θεοί), I Ptosi (Η πτώση), Mipos Giriseis (Μήπως Γυρίσεις), Mía Ora Apo To Jrono (Μία ώρα από το χρόνο), Outro y Only Time Will Tell.

### I Giortí / I Proti Epafí
En griego: Η γιορτή/ Η πρώτη επαφή. Se compone de una sola canción y de cuatro remixes de la misma: De T. X. C., de Πρύτανης, de Razastar y de LP, pudiéndose comprar este último en iTunes.

#### Carátula
La carátula de este disco fue algo polémica debido a que en ella puede apreciarse el parte del derrumbe de un edificio. En un principio, el disco no tuvo problemas y se vendió como muchos otros, pero más tarde, lanzaron críticas al grupo debido a que en caso de que el disco hubiera llegado al mercado internacional, hubiera dado una mala impresión de Grecia, es decir, como un país pobre y tercermundista. Una vez dicho esto, el grupo compadeció ante los medios de comunicación y explicó que se trataba de "una simple carátula, que no había razón para tanto revuelo".

### III
Todas las canciones de este disco eran totalmente nuevas el día de su venta. Contiene canciones como Kane Oti Thes (Κάνε ό,τι θες), Jorís Parápono (Χωρίς Παράπονο), Jathikes (Χάθηκες), Eafte Mou (Εαυτέ μου), I Proti Efafí (Η πρώτη επαφή (live edit-intro)), I Prothi Epafí (Η πρώτη επαφή (live edit)), I Yiortí (Η γιορτή), Eafte Mou (Εαυτέ μου (Alien Mix)), I Vitrina (Η βιτρίνα), Fefgo (Φεύγω) (Open up your mind 98), Outro, Burn rubben on me - Το παρτύ 98 y Oji ('Οχι). En la carátula puede apreciarse la juventud del grupo por aquel entonces, de entre los cuales resalta el cambio de NiVo de lo que era hasta lo que es ahora, sobre todo la barba.

### Symbolaio Timis
En griego: Συμβόλαιο τιμής, lanzado en 2001, el disco contiene trece canciones que son: Symobolaio Timís (Συμβόλαιο τιμής), I Kleidarótripa (Η κλειδαρότρυπα), Oi Psijés (Οι ψυχές), To Tragoudi Mou (Το τραγούδι μου), Skéftikes Poté (Σκέφτηκες ποτέ), To Vounó Ton Aisthimaton (Το βουνό των αισθημάτων), Monos (Μόνος), Ejo Jathí ('Εχω χαθεί), To Steki Ton Oraion (Το στέκι των ωραίων), Mia Efjí (Μια ευχή), Ejo Ena Fobo ('Εχω ένα φόβο), I Kleidarótripa (Η κλειδαρότρυπα (BIG MF Mix)) y Ride with me.

#### Título
Symbolaio Timis en griego puede traducirse como "Contrato Honorífico". El disco fue lanzado al mercado nada más que el grupo llegara a un acuerdo con Universal Records, y por ello el disco lleva ese título. También la primera canción, Symbolaio Timís, se compuso con la intención de rememorar ese momento.

### La Sagrada Familia
El disco contenía, hasta el lanzamiento de La Sagrada Familia - The Golden Edition, el mayor número de canciones en un álbum de Goin' Through, con diecisiete: 12 Pará (12 Παρά), Aftí Ti Zoí (Αυτή τη ζωή), Poso Malakas Eisai (Πόσο Μαλάκας Είσαι), Gynaikes (Γυναίκες), Ligo Akoma (Λίγο Ακόμα), O Dromos Pou Zo (Ο Δρόμους που ζω), Gelao Me Sena (Γελάω με σένα), Logia Pollá (Λόγια πολλά), To Dakri (Το δάκρυ), Énojos ('Ενοχος), Zíse (Ζήσε), Athína (Αθήνα), Glossa Megali (Γλώσσα Μεγάλη), den Yparjoun Lexeis (Δεν υπάρχοuν λέξεις), Vímata (Βήματα) y Póso Malakas Eisai (Πόσο Μαλακας Είσαι) (Clean Version). Un año más tarde se haría una edición especial de este disco.

### La Sagrada Familia - The Golden Edition
Este disco contenía todas las canciones de La Sagrada Familia y seis más: Euro (Ευρο) (Welcome Edit con Taraxías), S'arese (Σ'αρέσε) (Remix con Nevma), Gynaikes / Vale fantasía (Γυναίκες/ Βάλε φαντασία) (Con María Pieridi), Poso Malakas Eisai (Πóσο Μαλάκας Είσαι) (Remix), 12 Pará (12 Παρά) (Live edit con Isorropistis, TNS y DJ Palmo) y Athina 2005 (Αθήνα 2005) (Con Lakis Lazópoulos).

### Vendetta
El disco salió a la venta en 2006 con diecisiete canciones: Ante (Αντε), Ejei Arjisei ('Εχει αρχίσει), Kalimera Ellada (Καλημέρα Ελλάδα), Poté Se Filo Na Mis Peis (Ποτέ σε φίλο να μην μεις), To Tragoudi Mou (Το τραγούδι μου), Akou ('Ακου), As Lene Oti Theloun (Ας λενε ότι θέλουν), Mes Sta Metropolis (Μες στα Metrópolis) (Con Alexis D.), Pes Ou (Πές μου), Vendeta (Βεντέτα), 12 Akrivós (12 Ακριβώς) (Con Ominus, Taraxías y Sifu Versus), I Pio Megali Stigmí (Η πιο μεγάλη στιγμή) (Con 7L & Esoteric y Effiologos), Ejo Mía Ypónoia ('Εχω μία υπόνοια), Ton Lene NiVo (Τον λένε NIVO), Ti Eija Kai Ti Éjasa (Τι είχα και τι έχασα) (Santa), Mía Signomi (Mια συγνώμη) y Kalimera Ellada (Καλημέρα Ελλάδα) (Clean Version). Recibió una buena aceptación por parte del público.

### Scholeío 2006
En griego: Σχολείο 2006, tan solo cuenta con dos canciones: Sjoleío 2006 (Σχολείο 2006) (Con Paschalis, TNS, Taraxías y Thirio) y una mezcla de la misma.

### The Duets
Este disco salió a la venta en 2006 con dieciséis canciones: Χριστούγεννα, Πτώση, Σχολείο 2006, Θέλω να γυρίσω, 'Ερωτα ή πόλεμο, Γυναίκες Βάλε φαντασία, Γαρύφαλλε, γαρύφαλλε, Οι ψυχές, Αυτή η ζωή, Δεν ακούς, Τι είναι αυτό; Αλήτισσα ψυχή, Αίθινη εποχή, Το τραγούδι μου, Δεν αντέχω y Λίγο ακόμα. Este disco aún puede comprarse en cualquier tienda de música.

### Kalimera Ellada
En griego: Καλημέρα Ελλάδα, fue lanzado al mercado en 2006, con tan solo tres canciones: Kalimera Ellada (Καλημέρα Ελλάδα), Kalimera Ellada (Καλημέρα Ελλάδα) (Clean Version) y Kalimera Ellada (Καλημέρα Ελλάδα) (Instrumental). El sencillo fue todo un éxito, y es en Kalimera Ellada dónde aparece la famosa frase "Κυριε υπουργέ, γαμοτα τα υπουργία σας" (Kirie Ypourgé, gamota ta ypourgía sas.

### Kleíste mou to stoma
En griego: Κλείστε μου το στόμα, sacado a la venta en 2007, el disco "Κλείστε μου το στόμα" cuenta con solo tres canciones: Κλείστε μου το στόμα (Versión extendida), Κλείστε μου το στόμα (Radio edit) y Κλείστε μου το στόμα (Instrumental). De ellas, podría decirse que Κλείστε μου το στόμα (Radio edit) es la versión original de la canción

### Veto
Veto fue el único álbum de Goin' Through en 2007, con quince canciones: Kleíste Mou To Stoma (Κλείστε μου το στόμα), Karta (Κάρτα), Ftou Sou (Φτου σου), Oti Mou Peis (Ότι μου πείς), Kane Oti Kano (Κάνε ότι κάνω), Kapoios Allos (Κάποιος άλλος), Firmés (Φιρμές), Pino (Πίνω) (Dirty version), Veto (Dirty version), To Mistikó (Tο μυστικό), Gia Sena (Για σένα), Mila se Mena (Μίλα σε μένα), Poso Antejoun Oi Nijtes (Πόσο αντέχουν οι νύχτες), Psilá To Kefali (Ψηλά το κεφάλι) (Remix), Kleíste Mou To Stoma (Κλείστε μου το στόμα) (Radio edit). La canción Veto causó diferentes opiniones sobre el grupo, dado el tono de la letra de la canción. Esto derivó en una versión "limpia", es decir, con censura, que salió a la venta más tarde.

### Goin' Through & Linda
Este disco contenía una sola canción: To Simadi (Το σημάδι), de Linda con la colaboración de Goin' Through.

### Psilá To Kefali
En griego: Ψηλά το κεφάλι, lanzado en 2007, el disco contiene tres canciones, dos nuevas (Psilá To Kefali con TNS y Dope MC y Psilá To Kefali Instrumental) y un remix de Kalimera Ellada con Óminus y Alexis D

### Loufa Kai Apallagí (Álbum Soundtrack)
En griego: Λούφα και Απαλλαγή (Álbum Soundtrack), salió días más tarde respecto al estreno de la película. El disco es casi íntegramente obra de Goin' Through, excepto la canción I-5 de Thirio. El álbum contiene once canciones: Den Antejo (301 Kai Símera) (Δεν αντέχω (301 και σήμερα)), Kalós ta Lagoudakia (Καλώς τα λαγουδάκια) (Dirty Version), Toso Aplá (Τόσο απλά) (Con Sofía Berntson), Variemai (Βαριέμαι), To Fantaraki (Το φανταράκι), Ι-5 (De Thirio), Liga Leptá (Λίγα λεπτά), Molis Pou Jórisa (Μόλις που χώρισα), Mes Oji (Μές όχι), Kalós Ta Lagoudakia (Καλώς τα λαγουδάκια) y Ejo Jatheí (Έχω χαθεί 08); y cuatro playbacks, de Den Antejo (301 Kai Símera), Kleíste mou To Stoma, Karta y Poso Malakas Eísai. Incluye además dos vídeos comentados sobre la película.

### Revisited Best Of
Este disco es un recopilatorio de las mejores canciones de Goin' Through y remixes de algunas de ellas. Las canciones están repartidas en dos discos: En uno están Den Kano Diakopés (Δεν κάνω διακοπές), Porta Kleistí (Πόρτα Κλεiστη), Gynaikes / Karta (Γυναίκες / Κάρτα), Poso Malakas Eisai (Πόσο Μαλάκας είσαι) (Clean version), 12 Akrivós (12 ακριβώς) (Tampered mix by Mike P.), Psilá To Kefali (Ψηλά το κεφάλι) (Guide mix by Mike P.), Ftou Sou (Φτου σου) (Remix), Aftí Ti Zoí (Αυτή τη ζωή), Kane Oti Kano (Κάνε ότι κάνω) (Remix) , Den Antejo (301 Kai Simera) (Δεν αντέχω (301 και σήμερα)), Thelo Na Giriso (Θέλω να γυρίσω), Kalimera Ellada (Καλημέρα Ελλάδα) (Remix), kalimera Ellada (Καλημέρα Ελλάδα) (Clean version) y en el segundo disco están 12 Pará (12 παρά), Psilá To Kefali (Ψηλά το κεφάλι), Kleíste Mou To Stoma (Κλείστε μου το στόμα), Den Antejo (301 Kai Símera) ((Δεν αντέχω) 301 και σήμερα), Poso Malakas Eisai (Πόσο μαλάκας είσαι), karta (Κάρτα), 12 Akrivós (12 ακριβώς), Euro (Radio Edit), Ftou Sou (Φτού σου), Gynaikes (Γυναίκες) y Sjoleío 2006 (Σχολείο 2006).

### Pollá provlímata
En griego: Πολλά προβλήματα. El estilo de esta canción choca con los ritmos habituales del grupo, ya que esta canción es de género Pop-Rock.

### Joker
Joker es el disco más reciente de Goin' Through, de 2010. El álbum se compone de dos discos, con dieciséis canciones en total, ocho en el primero: Pollá Provlimata (Πολλά προβλήματα), Mporóki Egó (Μπορώ κι εγώ) (Con NEVMA), Se Misó (Σε μισώ), Den Katalabaino (Δεν Καταλαβαίνω), Ligo Akoma (Λίγο ακόμα) (Con Komis X), Toso Makriá (Τόσο Μακρία), Parta Min Sta Jrostao (Παρ'τα μη στα χρωστάω) (Con MO Skillz e Issorripistís) y Osa Mou Les (Όσα μου λες) (Con MO Skillz) y otras ocho en el segundo Bradia Poiísis (Βράδια ποίησης) (Skit), Opou Kian Koitaxo (Όπου κι αν κοιτάξω) (Con NEVMA), Den Einai Yo! (Δεν Είναι Υο!) (Skit), Family Hotline (Skit), Kirie Ypourgé Kalanta (Κύριε υπουργέ Κάλαντα) y Kirie Ypourgé Kalanta (Κύριε υπουργέ - Κάλαντα) Clean Version.

### Kati Monadikó
En griego: Κάτι Μοναδικό, es la canción más reciente de Goin' Through, de este mismo año, con la colaboración de Elisavet Spanoú. El sencillo consta de una sola canción Kati Monadikó (Κάτι Μοναδικό).

## Premios
- 2004 - Mejor videoclip de Hip Hop: Poso Malakas Eisai
- 2005 - Mejor videoclip en grupo: Gynaikes
- 2006 - Mejor videoclip de Hip Hop: Érota i Polemo
- 2007 - Mejor frase en una canción: "Kirie Ypourge, gamota ta ypourgia sas"
- 2007 - Mejor álbum: Vendetta
- 2007 - Mejor canción: Kalimera Ellada
- 2008 - Mejor videoclip: Psilá to Kefali